# 29. ročník udílení Nickelodeon Kids' Choice Awards
29. ročník udílení cen Nickelodeon Kids' Choice Awards se konal 12. března 2016 v The Forum v Inglewoodu v Kalifornii. Moderátorem večera byl Blake Shelton.

## Moderátoři a vystupující

### Moderátor
- Blake Shelton
- Charlie Puth (před-show)

### Hudební vystoupení
- Charlie Puth a Wiz Khalifa - "One Call Away" / "See You Again"
- Silentó - "Watch Me (Whip/Nae Nae)"
- DNCE - "Cake by the Ocean"

### Vystupující a hosté
- Will Arnett
- Ellen DeGeneres
- John Stamos
- Keke Palmer
- Anthony Anderson
- Obsazení show Dance moms
- Meghan Trainor
- Grant Gustin
- Martin Tyler
- Alan Smith
- Obsazení Game Shakers
- Dove Cameron
- Rob Gronkowski
- Jason Sudeikis
- Josh Gad
- Lizzy Greene
- Debby Ryan
- Sarah Hyland
- Chris Evans
- Robert Downey Jr.
- Laura Marano
- Chloe Bennet
- Pharrel Williams
- Adam Levine
- Selena Gomez
- Michael J. Fox
- Christopher Lloyd
- Thomas F. Wilson
- Elisabeth Sue
- Nick Jonas
- Rico Rodriguez
- Cameron Dallas
- Bethany Mota
- Jace Norman

## Vítězové a nominovaní

### Film
| - Ant Man - Avengers: Age of Ultron - Popelka - Táta je doma - Hunger Games: Síla vzdoru 2. část - Jurský svět - Ladíme 2 - Star Wars: Síla se probouzí - John Boyega (Finn, Star Wars: Síla se probouzí) - Robert Downey Jr. (Tony Stark/Iron Man, Avengers: Age of Ultron) - Chris Evans (Steve Roges/Kapitán America, Avengers: Age of Ultron) - Chris Hemsworth (Thor, Avengers: Age of Ultron) - Will Ferrell (Brad Whitaker, Táta je doma) - Chris Pratt (Owen Grady, Jurský svět - Lily James (Popelka, Popelka) - Scarlett Johansson (Černá vdova, Avengers: Age of Ultron) - Anna Kendrick (Beca Mitchell, Ladíme 2 ) - Daisy Ridley (Rey, Star Wars: Síla se probouzí) - Rebel Wilson (Tlustá Amy, Ladíme 2 ) - Jennifer Lawrenceová (Katniss Everdeen, Hunger Games: Síla vzdoru 2. část) | - Alvin a Chipmunkové: Čiperná jízda - Konečně doma - Hotel Transylvánie 2 - V hlavě - Mimoni - Snoopy a Charlie Brown. Peanuts ve filmu - Sandra Bullock jako Scarlet Odkrágalová (Mimoni) - Selena Gomez jako Mavis (Hotel Transylvánie 2) - Amy Poehlerová jako Radost (V hlavě) - Justin Long jako Alvin (Alvin a Chipmunkové: Čiperná jízda) - Jennifer Lopez jako Lucy (Konečně doma) - Jim Parsons jako Oh Konečně doma) |

### Televize
| - Austin a Ally - Riley ve velkém světě - Henry Nebezpečný - Jessie - Laboratorní krysy - Super Thundermanovi - Agenti S.H.I.E.L.D. - Teorie velkého třesku - The Flash - Mupeti - Taková moderní rodinka - Nicky, Ricky, Dicky a Dawn - Bylo, nebylo - Anthony Anderson jako Andre 'Dre' Johnson (Black-ish) - Grant Gustin jako Barry Allen(The Flash) - Jim Parsons jako Sheldon Cooper (Teorie velkého třesku) - Johnny Galecki jako Leonard Hofstadter (Teorie velkého třesku) - Ben McKenzie jako James Gordon (Gotham) - Casey Simpson jako Ricky Harper (Nicky, Ricky, Dicky a Dawn) - Rico Rodriguez jako Manny Delgado (Taková moderní rodinka) - Ross Lynch (Austin a Ally) - Jack Griffo (Super Thundermanovi) - Aiden Gallagher jako Nicky Harper (Nicky, Ricky, Dicky a Dawn) - Jace Norman jako Henry Hart (Henry Nebezpečný) - Tyrel Jackson Willams jako Leo Dooley (Laboratorní krysy) | - Chloe Bennet jako Daisy "Skye" Johnson (Agenti S.H.I.E.L.D.) - Kaley Cuoco-Sweeting jako Penny Hofstadter (Teorie velkého třesku) - Jennifer Morrison jako Emma Swan (Bylo, nebylo) - Sarah Hyland jako Haley Dunphy (Taková moderní rodinka) - Sofía Vergara jako Gloria Delgado-Pritchett (Taková moderní rodinka) - Lizzy Greene jako Dawn Harper (Nicky, Ricky, Dicky a Dawn) - Ming-Na Wen jako Melinda May (Agenti S.H.I.E.L.D.) - Laura Marano (Austin a Ally) - Debby Ryan (Jessie) - Kira Kosarin (The Thundermans) - Dove Cameron jako Liv a Maddie Rooney (Liv a Maddie) - Zendaya jako K.C. Cooper (Tajný život K.C.) - Alvin a Chipmunkové - Gumballův úžasný svět - Ninjago - Phineas a Ferb - Spongebob v kalhotách - Steven Universe - Teen Titans Go! - Amerika má talent - Dance Moms - American Idol - Dancing with the Stars - The Voice - Cake Boss - Chopped Junior - Cake Wars - Diners, Drive-Ins and Dives - Hell's Kitchen - MasterChef Junior |

### Hudba
| - Pentatonix - Fall Out Boy - Imagine Dragons - Maroon 5 - Fifth Harmony - One Direction - Jungkook - Nick Jonas - Blake Shelton - Drake - Ed Sheeran - The Weeknd - Adele - Ariana Grande - Selena Gomez - Nicki Minaj - Meghan Trainor - Taylor Swift - "Bad Blood" -Taylor Swift feat. Kendrick Lamar - "Can't Feel My Face" - The Weeknd - "Hello" - Adele - "Hotline Bling" - Drake - "Thinking Out Loud" - Ed Sheeran - "What Do You Mean?" - Justin Bieber | - Alessia Cara - DNCE - OMI - Shawn Mendes - Silentó - Walk the Moon - "Bad Blood" - Taylor Swift feat. Kendrick Lamar - "Downtown" - Macklemore & Ryan Lewis feat. Eric Nally, Melle Mel, Kool Moe Dee and Grandmaster Caz - "Good for You" - Selena Gomez feat. ASAP Rocky - "Like I'm Gonna Lose You" - Meghan Trainor feat. John Legend - "See You Again" - Wiz Khalifa feat. Charlie Puth - "Where Are Ü Now" - Jack Ü with Justin Bieber |

### Další
| - Deník malého poseroutky - trilogie Divergence - Hvězdy nám nepřály - série Bohové Olympu - Labyrint: Útěk - Percy Jackson's Greek Gods | - Angry Birds Transformers - Candy Crush Saga - Disney Infinity 2.0 - Mario Kart 8 - Minecraft - Skylanders: Trap Team |

## Asie
| - Tristan Alif Naufal (Indonésie) - Jennis Chia Yee Goon (Malajsie) - Irfan Fandi (Singapur) - Chan Vathanaka (Kambodza) | - Maine Mendoza - Enrique Gil - Kathryn Bernardo - James Reid |

## Brazílie
| - Fly - Anitta - Biel - Ludmilla - MC Gui - Zé Felipe |

## Evropa

### Francie

#### Nejoblíbenější hudební akt
- Soprano
- Black M
- Louane Emera
- Fréro Delavega

### Německo, Rakousko, Švýcarsko
| - Cro - Mark Forster - Lena Meyer-Landrut - Elyas M’Barek | - Bratayley - Julien Bam - Dagi Bee - Freshtorge - EthanGamerTV |

### Dánsko

#### Nejoblíbenější umělec
- Benjamin Lasnier
- Cisilia
- Christopher
- Lukas Graham

### Itálie
| - Michele Bravi - The Kolors - Alessio Bernabei - Benji e Fede | - Sofia Viscardi - Alberico de Giglio - Antony di Francesco - Leonardo Decarli |

### Nizozemsko a Belgie
| - B-Brave - Chantal Janzen - Jandino - MainStreet - Ronnie Flex - Timor Steffens | - Dimitri Vegas & Like Mike - Emma Bale - Ian Thomas - K3 - Natalia - Niels Destadsbader - Acid (Belgie) - Beautynezz (Nizozemsko) - Dylan Haegens (Nizozemsko) - Enzo Knol (Nizozemsko) - Furtjuh (Nizozemsko) - Unagize (Belgie) |

### Polsko

#### Nejoblíbenější hvězda
- Dawid Kwiatkowski
- Sarsa
- Margaret
- Robert Lewandowski

### Portugalsko

#### Nejoblíbenější umělec
- D.A.M.A
- Agir
- Filipe Gonçalves
- Carlão

### Španělsko

#### Nejoblíbenější umělec
- Calum
- Lucía Gil
- Maverick
- Sweet California

### Velká Británie a Irsko
| - Fleur East - One Direction - Nathan Sykes - Rixton - The Vamps - Spencer FC - The Diamond Mine Cart - Mr. Stampy Cat - Alia - iBallisticSquid - Ethan Gamer TV - Andy Murray - EllieSimmonds - Harry Kane - Jessica Ennis-Hill - Lewis Hamilton - Steph Houghton - Cherry Wallis - Jazzybum - Mynameschai - Noodlerella - Raphael Gomes - Sam King FTW | - Beliebers - Swifties - Directioners - Mixers - Vampettes - Arianators - Grumpy Cat - Meredith Grey - Olivia Benson - Princ Essex - Sam - Venus - "Hello" - Adele - "Sax" - Fleur East - "Hold My Hand" - Jess Glynne - "Black Magic" - Little Mix - "Drag Me Down" - One Direction - "We All Want the Same Thing" - Rixton |

## Severní Afrika a Středovýchod

### Nejoblíbenější umělec
- Hala Al Turk
- Hamza Hawsawi
- Mohammed Assaf
- THE 5